# Prodidomus clarki
Prodidomus clarki là một loài nhện trong họ Gnaphosidae.
Loài này thuộc chi Prodidomus. Prodidomus clarki được Mordecai Cubitt Cooke miêu tả năm 1964.